# Сінгапур (річка)
Сінгапур — одна з невеликих річок Сінгапуру, довжиною всього 3,2 км. Річка починається біля теперішнього моста Кім Сенга, тече середмістям старого Сінгапуру та впадає до водосховища Марина-Бей, яке відділено з 2008 року дамбою від Сінгапурської протоки.

## Історія
Біля гирла Сінгапуру 1819 року було знайдено Сінгапурський камінь — велику брилу пісковика з викарбуваними на ній надписами невідомою мовою. У 1843 році камінь було зруйновано задля розширення входу до річки. Його залишки зберігаються в Національному музеї Сінгапура.
У гирлі річки було засновано перше британське поселення у 1819 році. Зручна бухта, яка утворилася в місці впадіння річки до Сінгапурської протоки, використовувалась як порт у XIX столітті. Біля гирла річки у середині XIX століття був побудований форт Фуллертон, яки мав захищати вхід до річки. Втім, уже невдовзі форт було знесено, оскільки в разі війни він би забирав на себе увагу ворога, а його обстріл погрожував би центру міста.
Вище за течією були побудовані три причали: човновий (англ. Boat Quay), Кларка (англ. Clarcke Quay) та Робертсона (англ. Robertson Quay).

## Очищення річки
У 1977 році уряд Сінгапуру проголосив програму очищення води у річці Сінгапур та її притоках, а також у річці Калланг. Станом на 1978 рік близько 4 тисяч мешканців жили в будинках без каналізації по берегах річки Сінгапур та зливали у воду відходи власної життєдіяльності. Вуличні продавці їжі та овочів також робили великий внесок у забруднення річки. В ході програми очищення до вересня 1985 року було переселено 95 % мешканців до будинків з каналізацією. Торгівців їжею перемістили до спеціально побудованих центрів вуличного харчування. Сотні забруднювальних підприємств вивели за межі басейну річки Сінгапур, а порт перенесли на південно західне узбережжя, в район Пасір-Панджанг. Було вивезено 40 тисяч м3 твердих відходів з дна річки. Після прибирання основних джерел забруднення вдалося очистити русла річок та підтримувати їх чистими. За оцінками дослідників, вартість програми з очищення річок басейну Каллангу та Сінгапуру обійшлася від 160 до 240 мільйонів доларів США.
У 2008 році було збудовано дамбу Марина-Барраж, яка перетворила устя річки Сінгапур у прісноводне водосховище.